# Muhlenbergia virletii
Muhlenbergia virletii là một loài thực vật có hoa trong họ Hòa thảo. Loài này được (E.Fourn.) Soderstr. mô tả khoa học đầu tiên năm 1967.